# Liste der National Historic Places of Canada in Vancouver
Die Liste der National Historic Places of Canada in Vancouver umfasst alle denkmalgeschützten Objekte des Canadian Register of Historic Places in Vancouver, British Columbia, Kanada. Die Liste umfasst damit nicht nur die „National Historic Sites of Canada“, sondern auch jene Objekte, die von der Provinz British Columbia oder der Stadt Vancouver als historische Gebäude deklariert wurden.
| Bild                                    | Name                                                   | Adresse                                  | Gemeinde                  | Postleitzahl | Standort | IDF   | IDP | IDM   | Wikidata ID |
| --------------------------------------- | ------------------------------------------------------ | ---------------------------------------- | ------------------------- | ------------ | -------- | ----- | --- | ----- | ----------- |
| Fotos hochladen                         | 102 Powell Street                                      | 100 Powell Street                        | Vancouver                 | V6A          | Standort |       |     | 7881  |             |
| Direkt Bild zu diesem Denkmal hochladen | 1050 Nicola Street                                     | 1050 Nicola Street                       | Vancouver                 | V6G          | Standort |       |     | 10865 |             |
| Direkt Bild zu diesem Denkmal hochladen | 106 West Hastings Street                               | 106 West Hastings Street                 | Vancouver                 | V6B          | Standort |       |     | 8625  |             |
| Direkt Bild zu diesem Denkmal hochladen | 1062 Richards Street                                   | 1062 Richards Street                     | Vancouver                 | V6B          | Standort |       |     | 11388 |             |
| Fotos hochladen                         | 108 West Hastings Street                               | 108 West Hastings Street                 | Vancouver                 | V6B          | Standort |       |     | 8620  |             |
| Direkt Bild zu diesem Denkmal hochladen | 1080 Richards Street                                   | 1080 Richards Street                     | Vancouver                 | V6B          | Standort |       |     | 11286 |             |
| Fotos hochladen                         | 111 East Pender Street                                 | 111 East Pender Street                   | Vancouver                 | V6A          | Standort |       |     | 7770  |             |
| Direkt Bild zu diesem Denkmal hochladen | 112 West Hastings Street                               | 112 West Hastings Street                 | Vancouver                 | V6B          | Standort |       |     | 8621  |             |
| Direkt Bild zu diesem Denkmal hochladen | 116 West Hastings Street                               | 116 West Hastings Street                 | Vancouver                 | V6B          | Standort |       |     | 8622  |             |
| Fotos hochladen                         | 120 Powell Street                                      | 120 Powell Street                        | Vancouver                 | V6A          | Standort |       |     | 7882  |             |
| Direkt Bild zu diesem Denkmal hochladen | 123 East Hastings Street                               | 123 East Hastings Street                 | Vancouver                 | V6A          | Standort |       |     | 8283  |             |
| Direkt Bild zu diesem Denkmal hochladen | 1245 Harwood Street                                    | 1245 Harwood Street                      | Vancouver                 | V6E          | Standort |       |     | 11017 |             |
| Fotos hochladen                         | 127 East Pender Street                                 | 127 East Pender Street                   | Vancouver                 | V6A          | Standort |       |     | 7801  |             |
| Direkt Bild zu diesem Denkmal hochladen | 135 East Pender Street                                 | 135 East Pender Street                   | Vancouver                 | V6A          | Standort |       |     | 7795  |             |
| Direkt Bild zu diesem Denkmal hochladen | 1356 West 13th Avenue                                  | 1356 West 13th Avenue                    | Vancouver                 | V6H          | Standort |       |     | 10827 |             |
| Direkt Bild zu diesem Denkmal hochladen | 1386 Thurlow Street                                    | 1386 Thurlow Street                      | Vancouver                 | V6E          | Standort |       |     | 10666 |             |
| Direkt Bild zu diesem Denkmal hochladen | 1390 Thurlow Street                                    | 1390 Thurlow Street                      | Vancouver                 | V6E          | Standort |       |     | 10667 |             |
| Fotos hochladen                         | 141 East Pender Street                                 | 141 East Pender Street                   | Vancouver                 | V6A          | Standort |       |     | 10623 |             |
| Direkt Bild zu diesem Denkmal hochladen | 144-146 Alexander Street                               | 118 Alexander Street                     | Vancouver                 | V6A          | Standort |       |     | 7950  |             |
| Fotos hochladen                         | 150 West Hastings Street                               | 150 West Hastings Street                 | Vancouver                 | V6B          | Standort |       |     | 8680  |             |
| Direkt Bild zu diesem Denkmal hochladen | 1504 Graveley Street                                   | 1504 Graveley Street                     | Vancouver                 | V5L          | Standort |       |     | 11019 |             |
| Direkt Bild zu diesem Denkmal hochladen | 151 West Hastings Street                               | 151 West Hastings Street                 | Vancouver                 | V6B          | Standort |       |     | 8682  |             |
| Direkt Bild zu diesem Denkmal hochladen | 152 West Hastings Street                               | 152 West Hastings Street                 | Vancouver                 | V6B          | Standort |       |     | 8681  |             |
| Direkt Bild zu diesem Denkmal hochladen | 157 Alexander Street                                   | 157 Alexander Street                     | Vancouver                 | V6A          | Standort |       |     | 7862  |             |
| Fotos hochladen                         | 1628 Marpole Avenue                                    | 1628 Marpole Avenue                      | Vancouver                 | V6J          | Standort |       |     | 10669 |             |
| Direkt Bild zu diesem Denkmal hochladen | 163 East Hastings Street                               | 163 East Hastings Street                 | Vancouver                 | V6A          | Standort |       |     | 8287  |             |
| Fotos hochladen                         | 166 East Pender Street                                 | 166 East Pender Street                   | Vancouver                 | V6A          | Standort |       |     | 7804  |             |
| Direkt Bild zu diesem Denkmal hochladen | 169 East Hastings Street                               | 169 East Hastings                        | Vancouver                 | V6A          | Standort |       |     | 8288  |             |
| Direkt Bild zu diesem Denkmal hochladen | 191 Alexander Street                                   | 191 Alexander Street                     | Vancouver                 | V6A          | Standort |       |     | 7863  |             |
| Direkt Bild zu diesem Denkmal hochladen | 1927 West 17th Avenue                                  | 1927 West 17th Avenue                    | Vancouver                 | V6J          | Standort |       |     | 10668 |             |
| Fotos hochladen                         | 200 East Pender Street                                 | 200 East Pender Street                   | Vancouver                 | V6A          | Standort |       |     | 10624 |             |
| Direkt Bild zu diesem Denkmal hochladen | 21 East Hastings Street                                | 21 East Hastings Street                  | Vancouver                 | V6A          | Standort |       |     | 8269  |             |
| Fotos hochladen                         | 212 East 38th Avenue                                   | 212 East 38th Avenue                     | Vancouver                 | V5W          | Standort |       |     | 10665 |             |
| Direkt Bild zu diesem Denkmal hochladen | 218 Keefer Street                                      | 218 Keefer Street                        | Vancouver                 | V6A          | Standort |       |     | 2746  |             |
| Direkt Bild zu diesem Denkmal hochladen | 230-248 Jackson Avenue                                 | 230-248 Jackson Avenue                   | Vancouver                 | V6A          | Standort |       |     | 11255 |             |
| Fotos hochladen                         | 231 East Pender Street                                 | 231 East Pender Street                   | Vancouver                 | V6A          | Standort |       |     | 7791  |             |
| Direkt Bild zu diesem Denkmal hochladen | 252 East Georgia Street                                | 252 East Georgia Street                  | Vancouver                 | V6A          | Standort |       |     | 2742  |             |
| Fotos hochladen                         | 27 Alexander Street                                    | 27 Alexander Street                      | Vancouver                 | V6A          | Standort |       |     | 10744 |             |
| Fotos hochladen                         | 27 East Pender Street                                  | 27 East Pender Street                    | Vancouver                 | V6A          | Standort |       |     | 7834  |             |
| Direkt Bild zu diesem Denkmal hochladen | 291 East Georgia Street                                | 291 East Georgia Street                  | Vancouver                 | V6A          | Standort |       |     | 7891  |             |
| Direkt Bild zu diesem Denkmal hochladen | 304 West 6th Avenue                                    | 304 West 6th Avenue                      | Vancouver                 | V5Y          | Standort |       |     | 10696 |             |
| Direkt Bild zu diesem Denkmal hochladen | 310 West Cordova Street                                | 310 West Cordova Street                  | Vancouver                 | V6B          | Standort |       |     | 8564  |             |
| Direkt Bild zu diesem Denkmal hochladen | 314-316 West Cordova Street                            | 314-316 West Cordova Street              | Vancouver                 | V6B          | Standort |       |     | 8565  |             |
| Direkt Bild zu diesem Denkmal hochladen | 320 West Cordova Street                                | 320 West Cordova Street                  | Vancouver                 | V6B          | Standort |       |     | 8567  |             |
| Direkt Bild zu diesem Denkmal hochladen | 325 Carrall Street                                     | 325 Carrall Street                       | Vancouver                 | V6B          | Standort |       |     | 8272  |             |
| Fotos hochladen                         | 34 Powell Street                                       | 34 Powell Street                         | Vancouver                 | V6A          | Standort |       |     | 7876  |             |
| Fotos hochladen                         | 41 Alexander Street                                    | 41 Alexander Street                      | Vancouver                 | V6A          | Standort |       |     | 2813  |             |
| Direkt Bild zu diesem Denkmal hochladen | 42 East Cordova Street                                 | 42 East Cordova Street                   | Vancouver                 | V6A          | Standort |       |     | 7901  |             |
| Fotos hochladen                         | 445 Gore Avenue                                        | 445 Gore Avenue                          | Vancouver                 | V6A          | Standort |       |     | 2743  |             |
| Direkt Bild zu diesem Denkmal hochladen | 488 Carrall Street                                     | 488 Carrall Street                       | Vancouver                 | V6A          | Standort |       |     | 2810  |             |
| Direkt Bild zu diesem Denkmal hochladen | 5 West Hastings Street                                 | 5 West Hastings Street                   | Vancouver                 | V6B          | Standort |       |     | 8616  |             |
| Direkt Bild zu diesem Denkmal hochladen | 50 East Cordova Street                                 | 50 East Cordova Street                   | Vancouver                 | V6A          | Standort |       |     | 7902  |             |
| Direkt Bild zu diesem Denkmal hochladen | 509 Carrall Street                                     | 509 Carrall Street                       | Vancouver                 | V6B          | Standort |       |     | 7899  |             |
| Fotos hochladen                         | 52 Powell Street                                       | 52 Powell Street                         | Vancouver                 | V6A          | Standort |       |     | 7877  |             |
| Direkt Bild zu diesem Denkmal hochladen | 54 East Cordova Street                                 | 54 East Cordova Street                   | Vancouver                 | V6A          | Standort |       |     | 7903  |             |
| Fotos hochladen                         | Grand Trunk Pacific Hotel                              | 55 Powell Street                         | Vancouver                 | V6A          | Standort |       |     | 7892  |             |
| Fotos hochladen                         | 550 Beatty Street                                      | 550 Beatty Street                        | Vancouver                 | V6B          | Standort |       |     | 7722  |             |
| Fotos hochladen                         | 56 Powell Street                                       | 56 Powell Street                         | Vancouver                 | V6A          | Standort |       |     | 7878  |             |
| Direkt Bild zu diesem Denkmal hochladen | 560 Beatty Street                                      | 560 Beatty Street                        | Vancouver                 | V6B          | Standort |       |     | 7731  |             |
| Direkt Bild zu diesem Denkmal hochladen | 564 Beatty Street                                      | 564 Beatty Street                        | Vancouver                 | V6B          | Standort |       |     | 7732  |             |
| Fotos hochladen                         | 58 Powell Street                                       | 58 Powell Street                         | Vancouver                 | V6A          | Standort |       |     | 7879  |             |
| Direkt Bild zu diesem Denkmal hochladen | 596 West 18th Avenue                                   | 596 West 18th Avenue                     | Vancouver                 | V5Z          | Standort |       |     | 10694 |             |
| Fotos hochladen                         | 633 East Hastings Street                               | 633 East Hastings Street                 | Vancouver                 | V6A          | Standort |       |     | 8512  |             |
| Direkt Bild zu diesem Denkmal hochladen | 7 West Hastings Street                                 | 7 West Hastings Street                   | Vancouver                 | V6B          | Standort |       |     | 8617  |             |
| Fotos hochladen                         | 80 East Pender Street                                  | 80 East Pender Street                    | Vancouver                 | V6A          | Standort |       |     | 7837  |             |
| Fotos hochladen                         | 827-863 Hamilton Street                                | 827-863 Hamilton Street                  | Vancouver                 | V6B          | Standort |       |     | 11161 |             |
| Fotos hochladen                         | A. MacDonald and Company Building                      | 40 Powell Street                         | Vancouver                 | V6A          | Standort |       |     | 2257  |             |
| Fotos hochladen                         | Abrams Block                                           | 212 Carrall Street                       | Vancouver                 | V6A          | Standort |       |     | 2512  |             |
| Fotos hochladen                         | Afton Hotel                                            | 249 East Hastings Street                 | Vancouver                 | V6A          | Standort |       |     | 8507  |             |
| Fotos hochladen                         | Alexander Residence                                    | 58 Alexander Street                      | Vancouver                 | V6A          | Standort |       |     | 2811  |             |
| Direkt Bild zu diesem Denkmal hochladen | Arco Hotel                                             | 81 West Pender Street                    | Vancouver                 | V6B          | Standort |       |     | 7743  |             |
| Direkt Bild zu diesem Denkmal hochladen | Arlington Hotel                                        | 302 West Cordova Street                  | Vancouver                 | V6B          | Standort |       |     | 8563  |             |
| Direkt Bild zu diesem Denkmal hochladen | Atlantic Furnished Rooms                               | 81 West Cordova Street                   | Vancouver                 | V6B          | Standort |       |     | 2540  |             |
| Fotos hochladen                         | B.C. & Yukon Chamber of Mines Building                 | 840 West Hastings Street                 | Vancouver                 | V6C          | Standort |       |     | 10826 |             |
| Fotos hochladen                         | B.C. Market Company Building                           | 25 Alexander Street                      | Vancouver                 | V6A          | Standort |       |     | 2507  |             |
| Fotos hochladen                         | B.C. Permanent Building                                | 330 West Pender Street                   | Vancouver                 | V6B          | Standort |       |     | 6842  |             |
| Fotos hochladen                         | B.C. Plate Glass and Importing Co. Building            | 157 Water Street                         | Vancouver                 | V6B          | Standort |       |     | 2537  |             |
| Direkt Bild zu diesem Denkmal hochladen | Balmoral Hotel                                         | 159 East Hastings Street                 | Vancouver                 | V6A          | Standort |       |     | 8285  |             |
| Direkt Bild zu diesem Denkmal hochladen | Bayview Community School                               | 2251 Collingwood Street                  | Vancouver                 | V6R          | Standort |       |     | 11313 |             |
| Direkt Bild zu diesem Denkmal hochladen | BC Collateral and Loan Buildings                       | 77 East Hastings Street                  | Vancouver                 | V6A          | Standort |       |     | 5260  |             |
| Direkt Bild zu diesem Denkmal hochladen | BC Electric Railway Company Terminal                   | 425 Carrall Street                       | Vancouver                 | V6B          | Standort |       |     | 2609  |             |
| Direkt Bild zu diesem Denkmal hochladen | Beach Town House Apartments                            | 1949 Beach Avenue                        | Vancouver                 | V6G          | Standort |       |     | 8775  |             |
| Direkt Bild zu diesem Denkmal hochladen | Beckett House                                          | 125 Boundary Road                        | Vancouver                 | V5K          | Standort |       |     | 11020 |             |
| Fotos hochladen                         | Bessborough Armoury                                    | 2025 West 11th Street                    | Vancouver                 |              | Standort | 9513  |     |       |             |
| Fotos hochladen                         | Bloedel Conservatory                                   | 4600 Cambie Street                       | Vancouver                 | V5Y          | Standort |       |     | 8776  |             |
| Fotos hochladen                         | Bodega Hotel                                           | 225 Carrall Street                       | Vancouver                 | V6B          | Standort |       |     | 2514  |             |
| Direkt Bild zu diesem Denkmal hochladen | Boeur House and Cottage                                | 3532 West 5th Avenue                     | Vancouver                 | V6R          | Standort |       |     | 10923 |             |
| Direkt Bild zu diesem Denkmal hochladen | Bowman Block                                           | 522 Beatty Street                        | Vancouver                 | V6B          | Standort |       |     | 2046  |             |
| Direkt Bild zu diesem Denkmal hochladen | Boyd Building                                          | 88 East Cordova Street                   | Vancouver                 | V6A          | Standort |       |     | 7911  |             |
| Fotos hochladen                         | British Columbia Securities Building                   | 402 West Pender Street                   | Vancouver                 | V6B          | Standort |       |     | 7938  |             |
| Fotos hochladen                         | Brown and Company Warehouse                            | 171 Water Street                         | Vancouver                 | V6B          | Standort |       |     | 2539  |             |
| Direkt Bild zu diesem Denkmal hochladen | Brunswick Pool Room                                    | 26 East Hastings Street                  | Vancouver                 | V6A          | Standort |       |     | 8280  |             |
| Direkt Bild zu diesem Denkmal hochladen | Building 1, Administration Building                    | 1200 Stanley Park Drive                  | Vancouver                 |              | Standort | 10841 |     |       |             |
| Direkt Bild zu diesem Denkmal hochladen | Burns Block                                            | 342 Water Street                         | Vancouver                 | V6B          | Standort |       |     | 8618  |             |
| Fotos hochladen                         | Byrnes Block                                           | 2 Water Street                           | Vancouver                 | V6B          | Standort |       |     | 2529  |             |
| Direkt Bild zu diesem Denkmal hochladen | Callister Block                                        | 30 West Cordova Street                   | Vancouver                 | V6B          | Standort |       |     | 8559  |             |
| Direkt Bild zu diesem Denkmal hochladen | Cambie Heritage Boulevard                              | 4100-8400 Cambie Street                  | Vancouver                 | V5Z          | Standort |       |     | 11506 |             |
| Fotos hochladen                         | Cambie Hotel                                           | 310 Cambie Street                        | Vancouver                 | V6B          | Standort |       |     | 2802  |             |
| Fotos hochladen                         | Canadian National Railways / VIA Rail Station          | 1150 Station Street                      | Vancouver                 | V6A          | Standort | 4527  |     |       |             |
| Direkt Bild zu diesem Denkmal hochladen | Canadian Pacific Telegraph Building                    | 432 West Hastings Street                 | Vancouver                 | V6B          | Standort |       |     | 7962  |             |
| Direkt Bild zu diesem Denkmal hochladen | Canuck Place                                           | 1690 Matthews Avenue                     | Vancouver                 | V6J          | Standort |       |     | 11157 |             |
| Direkt Bild zu diesem Denkmal hochladen | Central City Mission                                   | 233 Abbott Street                        | Vancouver                 | V6B          | Standort |       |     | 2503  |             |
| Fotos hochladen                         | Ceperley Rounsfell Building                            | 848 West Hastings Street                 | Vancouver                 | V6C          | Standort |       |     | 10825 |             |
| Direkt Bild zu diesem Denkmal hochladen | Chan House                                             | 658 Keefer Street                        | Vancouver                 | V6A          | Standort |       |     | 10866 |             |
| Fotos hochladen                         | Cheng Wing Yeong Tong Society Building                 | 79 East Pender Street                    | Vancouver                 | V6A          | Standort |       |     | 7836  |             |
| Fotos hochladen                         | Chin Wing Chun Society Building                        | 158 East Pender Street                   | Vancouver                 | V6A          | Standort |       |     | 7803  |             |
| Fotos hochladen                         | Chinese Benevolent Association Building                | 104 East Pender Street                   | Vancouver                 | V6A          | Standort |       |     | 7800  |             |
| Fotos hochladen                         | Chinese Freemasons Building                            | 5 West Pender Street                     | Vancouver                 | V0M          | Standort |       |     | 1511  |             |
| Fotos hochladen                         | Chinese School                                         | 121 East Pender Street                   | Vancouver                 | V6A          | Standort |       |     | 7794  |             |
| Fotos hochladen                         | Chinese Theatre                                        | 124 East Pender Street                   | Vancouver                 | V6A          | Standort |       |     | 7771  |             |
| Fotos hochladen                         | Chinese Times Building                                 | 1 East Pender Street                     | Vancouver                 | V6A          | Standort |       |     | 1187  |             |
| Fotos hochladen                         | Chrysler Building                                      | 26 SW Marine Drive                       | Vancouver                 | V5X          | Standort |       |     | 11254 |             |
| Fotos hochladen                         | City Hotel                                             | 90 Alexander Street                      | Vancouver                 | V6A          | Standort |       |     | 2812  |             |
| Fotos hochladen                         | Condie Residence                                       | 335 West 11th Avenue                     | Vancouver                 | V5Y          | Standort |       |     | 10671 |             |
| Direkt Bild zu diesem Denkmal hochladen | Cook Block                                             | 105 West Cordova Street                  | Vancouver                 | V6B          | Standort |       |     | 2505  |             |
| Direkt Bild zu diesem Denkmal hochladen | Crane Building                                         | 540 Beatty Street                        | Vancouver                 | V6B          | Standort |       |     | 2047  |             |
| Direkt Bild zu diesem Denkmal hochladen | Curry Residence                                        | 3409 Arbutus Street                      | Vancouver                 | V6L          | Standort |       |     | 10670 |             |
| Direkt Bild zu diesem Denkmal hochladen | Dal Grauer Substation                                  | 944 Burrard Street                       | Vancouver                 | V6Z          | Standort |       |     | 8777  |             |
| Direkt Bild zu diesem Denkmal hochladen | Dawson Building                                        | 375 Main Street                          | Vancouver                 | V6A          | Standort |       |     | 8556  |             |
| Fotos hochladen                         | Des Brisay Block                                       | 122 Water Street                         | Vancouver                 | V6B          | Standort |       |     | 2786  |             |
| Direkt Bild zu diesem Denkmal hochladen | Desrosiers Block                                       | 6 East Hastings Street                   | Vancouver                 | V6A          | Standort |       |     | 8271  |             |
| Direkt Bild zu diesem Denkmal hochladen | Dodek Residence                                        | 6821 Laurel Street                       | Vancouver                 | V6P          | Standort |       |     | 8778  |             |
| Fotos hochladen                         | Dominion Building                                      | 207 West Hastings Street                 | Vancouver                 | V6B          | Standort |       |     | 8684  |             |
| Fotos hochladen                         | Dominion Hotel                                         | 210 Abbott Street                        | Vancouver                 | V6B          | Standort |       |     | 2502  |             |
| Direkt Bild zu diesem Denkmal hochladen | Dougall House                                          | 306 Abbott Street                        | Vancouver                 | V6B          | Standort |       |     | 2804  |             |
| Direkt Bild zu diesem Denkmal hochladen | Downs Residence                                        | 6275 Dunbar Street                       | Vancouver                 | V6N          | Standort |       |     | 8268  |             |
| Direkt Bild zu diesem Denkmal hochladen | Dumoine Lodge                                          | 1498 Laurier Avenue                      | Vancouver                 | V6H          | Standort |       |     | 10964 |             |
| Fotos hochladen                         | Dunn Block                                             | 110 Carrall Street                       | Vancouver                 | V6B          | Standort |       |     | 2506  |             |
| Direkt Bild zu diesem Denkmal hochladen | Dunn-Miller Block                                      | 8 West Cordova Street                    | Vancouver                 | V6B          | Standort |       |     | 8557  |             |
| Direkt Bild zu diesem Denkmal hochladen | Edgett Building                                        | 440 Cambie Street                        | Vancouver                 | V6B          | Standort |       |     | 6507  |             |
| Direkt Bild zu diesem Denkmal hochladen | Edward Hotel                                           | 302 Water Street                         | Vancouver                 | V6B          | Standort |       |     | 2547  |             |
| Fotos hochladen                         | Europe Hotel                                           | 43 Powell Street                         | Vancouver                 | V6A          | Standort |       |     | 7960  |             |
| Fotos hochladen                         | Europe Hotel Annex                                     | 43 Powell Street                         | Vancouver                 | V6A          | Standort |       |     | 7961  |             |
| Direkt Bild zu diesem Denkmal hochladen | Evergreen Building                                     | 1285 West Pender Street                  | Vancouver                 | V6E          | Standort |       |     | 10822 |             |
| Fotos hochladen                         | F. Morgan Building                                     | 242 East Hastings Street                 | Vancouver                 | V6A          | Standort |       |     | 8508  |             |
| Fotos hochladen                         | F.R. Stewart and Company Building                      | 131 Water Street                         | Vancouver                 | V6B          | Standort |       |     | 2542  |             |
| Fotos hochladen                         | Fairmont Training Academy                              | 4949 Heather Street                      | Vancouver                 |              | Standort | 4766  |     |       |             |
| Fotos hochladen                         | Federal Motor Company Building                         | 1295 Seymour Street                      | Vancouver                 | V6B          | Standort |       |     | 10824 |             |
| Direkt Bild zu diesem Denkmal hochladen | Ferguson Block                                         | 6 Powell Street                          | Vancouver                 | V6A          | Standort |       |     | 2522  |             |
| Fotos hochladen                         | Ferrera Court                                          | 504 East Hastings Street                 | Vancouver                 | V6A          | Standort |       |     | 8511  |             |
| Direkt Bild zu diesem Denkmal hochladen | Filion Block                                           | 204 Carrall Street                       | Vancouver                 | V6A          | Standort |       |     | 2511  |             |
| Fotos hochladen                         | Flack Block                                            | 163 West Hastings Street                 | Vancouver                 | V6B          | Standort |       |     | 5094  |             |
| Fotos hochladen                         | Fleck Brothers Building                                | 103 Powell Street                        | Vancouver                 | V6A          | Standort |       |     | 7893  |             |
| Fotos hochladen                         | Former B.C. Hydro Building                             | 989 Nelson Street                        | Vancouver                 | V6Z          | Standort |       |     | 8779  |             |
| Fotos hochladen                         | Former Main Post Office                                | 701 West Hastings Street                 | Vancouver                 |              | Standort | 14821 |     |       |             |
| Direkt Bild zu diesem Denkmal hochladen | Former Vancouver Law Courts (Vancouver Art Gallery)    | 750 Hornby Street, Vancouver, BC V6Z 2H7 | Vancouver                 | V6Z 2H7      |          | 7439  |     |       | Q371960     |
| Fotos hochladen                         | Former Vancouver Public Library                        | 750 Burrard Street                       | Vancouver                 | V6Z          | Standort |       |     | 8944  |             |
| Direkt Bild zu diesem Denkmal hochladen | Fortin Building                                        | 57 West Cordova Street                   | Vancouver                 | V6B          | Standort |       |     | 2517  |             |
| Direkt Bild zu diesem Denkmal hochladen | Fountain Chapel                                        | 823 Jackson Avenue                       | Vancouver                 | V6A          | Standort |       |     | 10695 |             |
| Direkt Bild zu diesem Denkmal hochladen | Gardner Residence                                      | 3152 West 49th Avenue                    | Vancouver                 | V6N          | Standort |       |     | 8784  |             |
| Direkt Bild zu diesem Denkmal hochladen | Gastown Historic District                              |                                          | Vancouver                 |              |          | 16124 |     |       | Q1495636    |
| Direkt Bild zu diesem Denkmal hochladen | General Gordon Elementary School                       | 2896 West 6th Avenue                     | Vancouver                 | V6K          | Standort |       |     | 11311 |             |
| Fotos hochladen                         | General Wolfe Elementary School                        | 4251 Ontario Street                      | Vancouver                 | V5Y          | Standort |       |     | 11308 |             |
| Fotos hochladen                         | Glenesk Residence                                      | 2978 West 5th Avenue                     | Vancouver                 | V6K          | Standort |       |     | 10693 |             |
| Fotos hochladen                         | Great Western Hotel                                    | 110 Cambie Street                        | Vancouver                 | V6B          | Standort |       |     | 2508  |             |
| Fotos hochladen                         | Greenshields Building                                  | 341 & 345 Water Street                   | Vancouver                 | V6B          | Standort |       |     | 2555  |             |
| Fotos hochladen                         | Hampton Hotel                                          | 124 Powell Street                        | Vancouver                 | V6A          | Standort |       |     | 7883  |             |
| Direkt Bild zu diesem Denkmal hochladen | Hanning House                                          | 1826 Blanca Street                       | Vancouver                 | V6R          | Standort |       |     | 10921 |             |
| Fotos hochladen                         | Harbour Block                                          | 73 Alexander Street                      | Vancouver                 | V6A          | Standort |       |     | 7860  |             |
| Fotos hochladen                         | Harper Warehouse                                       | 151 Water Street                         | Vancouver                 | V6B          | Standort |       |     | 2541  |             |
| Fotos hochladen                         | Hartney Chambers                                       | 347 West Pender Street                   | Vancouver                 | V6B          | Standort |       |     | 7937  |             |
| Direkt Bild zu diesem Denkmal hochladen | Henderson Block                                        | 122 West Hastings Street                 | Vancouver                 | V6B          | Standort |       |     | 8623  |             |
| Direkt Bild zu diesem Denkmal hochladen | Hendrix House                                          | 827 East Georgia Street                  | Vancouver                 | V6A          | Standort |       |     | 10967 |             |
| Direkt Bild zu diesem Denkmal hochladen | Hickey Block                                           | 228 Abbott Street                        | Vancouver                 | V6B          | Standort |       |     | 2510  |             |
| Direkt Bild zu diesem Denkmal hochladen | Holden Building                                        | 16 East Hastings Street                  | Vancouver                 | V6A          | Standort |       |     | 7982  |             |
| Direkt Bild zu diesem Denkmal hochladen | Holland Block                                          | 350 Water Street                         | Vancouver                 | V6B          | Standort |       |     | 2559  |             |
| Fotos hochladen                         | Homer Street Arcade                                    | 332 Water Street                         | Vancouver                 | V6B          | Standort |       |     | 2553  |             |
| Direkt Bild zu diesem Denkmal hochladen | Horne Block                                            | 313 Cambie Street                        | Vancouver                 | V6B          | Standort |       |     | 8273  |             |
| Fotos hochladen                         | Hotel Connaught                                        | 435 West Pender Street                   | Vancouver                 | V6B          | Standort |       |     | 7942  |             |
| Fotos hochladen                         | Hotel Empress                                          | 235 East Hastings Street                 | Vancouver                 | V6A          | Standort |       |     | 8465  |             |
| Fotos hochladen                         | Hotel Georgia                                          | 801 West Georgia Street                  | Vancouver                 | V6C          | Standort |       |     | 11158 |             |
| Direkt Bild zu diesem Denkmal hochladen | Hotel Metropole                                        | 320 Abbott Street                        | Vancouver                 | V6B          | Standort |       |     | 2801  |             |
| Fotos hochladen                         | Hotel Stanley                                          | 36 Blood Alley Square                    | Vancouver                 | V6B          | Standort |       |     | 2531  |             |
| Fotos hochladen                         | Hotel Winters                                          | 102 Water Street                         | Vancouver                 | V6B          | Standort |       |     | 2528  |             |
| Fotos hochladen                         | Hudson’s Bay Company Warehouse                         | 321 Water Street                         | Vancouver                 | V6B          | Standort |       |     | 2552  |             |
| Fotos hochladen                         | Hutchinson Block                                       | 429 West Pender Street                   | Vancouver                 | V6B          | Standort |       |     | 7940  |             |
| Direkt Bild zu diesem Denkmal hochladen | International Order of Odd Fellows Hall                | 505 Hamilton Street                      | Vancouver                 | V6B          | Standort |       |     | 6508  |             |
| Fotos hochladen                         | J.W. Horne Block                                       | 315 West Cordova Street                  | Vancouver                 | V6B          | Standort |       |     | 2520  |             |
| Fotos hochladen                         | John Oliver Secondary School                           | 530 East 41st Avenue                     | Vancouver                 | V5W          | Standort |       |     | 10626 |             |
| Direkt Bild zu diesem Denkmal hochladen | Jones Block                                            | 407 West Cordova Street                  | Vancouver                 | V6B          | Standort |       |     | 2521  |             |
| Fotos hochladen                         | Kane Block                                             | 50 Water Street                          | Vancouver                 | V6B          | Standort |       |     | 1173  |             |
| Fotos hochladen                         | Kelly, Douglas and Co. Warehouse                       | 375 Water Street                         | Vancouver                 | V6B          | Standort |       |     | 2558  |             |
| Fotos hochladen                         | Kendrick House                                         | 2543 Pandora Street                      | Vancouver                 | V5K          | Standort |       |     | 10966 |             |
| Direkt Bild zu diesem Denkmal hochladen | King Block                                             | 224 East Georgia Street                  | Vancouver                 | V6A          | Standort |       |     | 7890  |             |
| Direkt Bild zu diesem Denkmal hochladen | Kitsilano Secondary School                             | 2550 West 10th Avenue                    | Vancouver                 | V6K          | Standort |       |     | 10625 |             |
| Direkt Bild zu diesem Denkmal hochladen | L’École Bilingue                                       | 1166 West 14th Avenue                    | Vancouver                 | V6H          | Standort |       |     | 11310 |             |
| Direkt Bild zu diesem Denkmal hochladen | Leckie Building                                        | 220 Cambie Street                        | Vancouver                 | V6B          | Standort |       |     | 2509  |             |
| Fotos hochladen                         | Leeson, Dickie, Gross & Co. Warehouse                  | 134 Abbott Street                        | Vancouver                 | V6B          | Standort |       |     | 2501  |             |
| Direkt Bild zu diesem Denkmal hochladen | Leslie House                                           | 1380 Hornby Street                       | Vancouver                 | V6Z          | Standort |       |     | 10697 |             |
| Direkt Bild zu diesem Denkmal hochladen | Lim Sai Hor Association Building                       | 525 Carrall Street                       | Vancouver                 | V6B          | Standort |       |     | 2809  |             |
| Direkt Bild zu diesem Denkmal hochladen | Lions Gate Bridge                                      |                                          | West Vancouver, Vancouver | V7P          |          | 11711 |     |       | Q124352     |
| Fotos hochladen                         | Lipsett Building                                       | 66 Water Street                          | Vancouver                 | V6B          | Standort |       |     | 2525  |             |
| Direkt Bild zu diesem Denkmal hochladen | London Hotel                                           | 208 East Georgia Street                  | Vancouver                 | V6A          | Standort |       |     | 7889  |             |
| Direkt Bild zu diesem Denkmal hochladen | Lord Kitchener Elementary School                       | 4055 Blenheim Street                     | Vancouver                 | V6S          | Standort |       |     | 11312 |             |
| Fotos hochladen                         | Lord Strathcona Community School                       | 592 East Pender Street                   | Vancouver                 | V6A          | Standort |       |     | 11304 |             |
| Direkt Bild zu diesem Denkmal hochladen | Lord Tennyson Elementary School                        | 1936 West 10th Avenue                    | Vancouver                 | V6J          | Standort |       |     | 11305 |             |
| Fotos hochladen                         | Lovell Block                                           | 117 Water Street                         | Vancouver                 | V6B          | Standort |       |     | 2535  |             |
| Direkt Bild zu diesem Denkmal hochladen | Lumbermen’s Building                                   | 509 Richards Street                      | Vancouver                 | V6B          | Standort |       |     | 2048  |             |
| Fotos hochladen                         | MacMillan Bloedel Building                             | 1075 West Georgia Street                 | Vancouver                 | V6E          | Standort |       |     | 8781  |             |
| Fotos hochladen                         | Mah Society Building                                   | 137 East Pender Street                   | Vancouver                 | V6A          | Standort |       |     | 7802  |             |
| Fotos hochladen                         | Malkin Building                                        | 55 Water Street                          | Vancouver                 | V6B          | Standort |       |     | 2604  |             |
| Direkt Bild zu diesem Denkmal hochladen | Manitoba Hotel                                         | 50 West Cordova Street                   | Vancouver                 | V6B          | Standort |       |     | 8561  |             |
| Direkt Bild zu diesem Denkmal hochladen | Maple Grove Elementary School                          | 6199 Cypress Street                      | Vancouver                 | V6M          | Standort |       |     | 11306 |             |
| Direkt Bild zu diesem Denkmal hochladen | Marpole Midden                                         | Marpole Park                             | Vancouver                 |              |          | 15609 |     |       | Q5599542    |
| Direkt Bild zu diesem Denkmal hochladen | Martin and Robertson Warehouse                         | 311 Water Street                         | Vancouver                 | V6B          | Standort |       |     | 2550  |             |
| Fotos hochladen                         | May Wah Hotel                                          | 258 East Pender Street                   | Vancouver                 | V6A          | Standort |       |     | 7861  |             |
| Fotos hochladen                         | McBeth and Campbell Building                           | 326 West Pender Street                   | Vancouver                 | V6B          | Standort |       |     | 6843  |             |
| Direkt Bild zu diesem Denkmal hochladen | McClary Manufacturing Company Building                 | 305 Water Street                         | Vancouver                 | V6B          | Standort |       |     | 2548  |             |
| Direkt Bild zu diesem Denkmal hochladen | McConnell Block                                        | 350 Water Street                         | Vancouver                 | V6B          | Standort |       |     | 2556  |             |
| Direkt Bild zu diesem Denkmal hochladen | McIntosh Block                                         | 36 West Cordova Street                   | Vancouver                 | V6B          | Standort |       |     | 8560  |             |
| Direkt Bild zu diesem Denkmal hochladen | McKinnon House                                         | 2628 West 5th Avenue                     | Vancouver                 | V6K          | Standort |       |     | 11015 |             |
| Direkt Bild zu diesem Denkmal hochladen | McLennan and McFeely Building                          | 55 East Cordova Street                   | Vancouver                 | V6A          | Standort |       |     | 1174  |             |
| Direkt Bild zu diesem Denkmal hochladen | McLuckie Warehouse                                     | 353 Water Street                         | Vancouver                 | V6B          | Standort |       |     | 2557  |             |
| Fotos hochladen                         | McPherson Building                                     | 322 Water Street                         | Vancouver                 | V6B          | Standort |       |     | 2551  |             |
| Direkt Bild zu diesem Denkmal hochladen | Merchants Bank                                         | 1 West Hastings Street                   | Vancouver                 | V6B          | Standort |       |     | 8740  |             |
| Fotos hochladen                         | Ming Wo Building                                       | 23 East Pender Street                    | Vancouver                 | V6A          | Standort |       |     | 7833  |             |
| Direkt Bild zu diesem Denkmal hochladen | Mission House                                          | 150 Alexander Street                     | Vancouver                 | V6A          | Standort |       |     | 7951  |             |
| Direkt Bild zu diesem Denkmal hochladen | Mission to Seafarers                                   | 401 East Waterfront Road                 | Vancouver                 | V6A          | Standort |       |     | 11155 |             |
| Direkt Bild zu diesem Denkmal hochladen | Murrin Substation                                      | 721 Main Street                          | Vancouver                 | V6A          | Standort |       |     | 2748  |             |
| Fotos hochladen                         | Nagle Brothers Garage                                  | 12 Water Street                          | Vancouver                 | V6B          | Standort |       |     | 2524  |             |
| Fotos hochladen                         | Nationalist League Building                            | 525 Gore Avenue                          | Vancouver                 | V6A          | Standort |       |     | 2744  |             |
| Direkt Bild zu diesem Denkmal hochladen | New Columbia Hotel                                     | 303 Columbia Street                      | Vancouver                 | V6A          | Standort |       |     | 7900  |             |
| Fotos hochladen                         | New Fountain Hotel                                     | 36 Blood Alley Square                    | Vancouver                 | V6B          | Standort |       |     | 2532  |             |
| Fotos hochladen                         | News-Advertiser Building                               | 303 West Pender Street                   | Vancouver                 | V6B          | Standort |       |     | 7934  |             |
| Fotos hochladen                         | Nichol House                                           | 1402 McRae Avenue                        | Vancouver                 | V6H          | Standort |       |     | 11159 |             |
| Direkt Bild zu diesem Denkmal hochladen | Oppenheimer Building                                   | 100 Powell Street                        | Vancouver                 | V6A          | Standort |       |     | 7880  |             |
| Direkt Bild zu diesem Denkmal hochladen | Opsal Steel Building                                   | 97 East 2nd Avenue                       | Vancouver                 | V5T          | Standort |       |     | 11018 |             |
| Direkt Bild zu diesem Denkmal hochladen | Orpheum Theatre                                        | 601 Smithe St                            | Vancouver                 | V6B 3L4      |          | 7645  |     |       | Q7103961    |
| Direkt Bild zu diesem Denkmal hochladen | Pacific Transfer Company Building                      | 120 East Cordova Street                  | Vancouver                 | V6A          | Standort |       |     | 2741  |             |
| Fotos hochladen                         | Pantages Theatre                                       | 144 East Hastings Street                 | Vancouver                 | V6A          | Standort |       |     | 8284  |             |
| Direkt Bild zu diesem Denkmal hochladen | Pender Hotel                                           | 31 West Pender Street                    | Vancouver                 | V6B          | Standort |       |     | 7742  |             |
| Fotos hochladen                         | Pennsylvania Hotel                                     | 412 Carrall Street                       | Vancouver                 | V6A          | Standort |       |     | 15621 |             |
| Fotos hochladen                         | Pither & Leiser Building                               | 165 Water Street                         | Vancouver                 | V6B          | Standort |       |     | 2538  |             |
| Fotos hochladen                         | Prince Rupert Meat Company Building                    | 73 Water Street                          | Vancouver                 | V6B          | Standort |       |     | 2526  |             |
| Direkt Bild zu diesem Denkmal hochladen | Province Building                                      | 198 West Hastings Street                 | Vancouver                 | V6B          | Standort |       |     | 8683  |             |
| Direkt Bild zu diesem Denkmal hochladen | Queen Elizabeth Elementary School                      | 4102 West 16th Avenue                    | Vancouver                 | V6S          | Standort |       |     | 10628 |             |
| Fotos hochladen                         | Queen Elizabeth Theatre                                | 688 Hamilton Street                      | Vancouver                 | V6B          | Standort |       |     | 8921  |             |
| Direkt Bild zu diesem Denkmal hochladen | R. V. Winch Building                                   | 739 West Hastings Street                 | Vancouver                 |              | Standort | 4154  |     |       |             |
| Direkt Bild zu diesem Denkmal hochladen | Rainier Hotel                                          | 309 Carrall Street                       | Vancouver                 | V6B          | Standort |       |     | 2803  |             |
| Fotos hochladen                         | Rainsford and Co. Warehouse                            | 115 Water Street                         | Vancouver                 | V6B          | Standort |       |     | 2534  |             |
| Direkt Bild zu diesem Denkmal hochladen | Ralph Block                                            | 126 West Hastings Street                 | Vancouver                 | V6B          | Standort |       |     | 8624  |             |
| Direkt Bild zu diesem Denkmal hochladen | Ramsay Brothers and Company Warehouse                  | 992 Powell Street                        | Vancouver                 | V6A          | Standort |       |     | 11156 |             |
| Direkt Bild zu diesem Denkmal hochladen | Rees & Higgins Block                                   | 238 Abbott Street                        | Vancouver                 | V6B          | Standort |       |     | 6316  |             |
| Direkt Bild zu diesem Denkmal hochladen | Regent Hotel                                           | 160 East Hastings Street                 | Vancouver                 | V6A          | Standort |       |     | 8286  |             |
| Fotos hochladen                         | Riggs-Selman Building                                  | 319 West Pender Street                   | Vancouver                 | V6B          | Standort |       |     | 6509  |             |
| Fotos hochladen                         | Roberts Block                                          | 311 West Pender Street                   | Vancouver                 | V6B          | Standort |       |     | 7935  |             |
| Fotos hochladen                         | Roberts Building                                       | 18-20 Water Street                       | Vancouver                 | V6B          | Standort |       |     | 2344  |             |
| Fotos hochladen                         | Robinson Block                                         |                                          | Vancouver                 | V6B          | Standort |       |     | 1172  |             |
| Direkt Bild zu diesem Denkmal hochladen | Roosevelt Hotel                                        | 166 East Hastings Street                 | Vancouver                 | V6A          | Standort |       |     | 8290  |             |
| Fotos hochladen                         | Royal Bank of Canada                                   | 400 Main Street                          | Vancouver                 | V6A          | Standort |       |     | 2747  |             |
| Fotos hochladen                         | Royal Bank of Canada, West Hastings Branch             | 400 West Hastings Street                 | Vancouver                 | V6B          | Standort |       |     | 7928  |             |
| Direkt Bild zu diesem Denkmal hochladen | Runkle Block                                           | 247 Abbott Street                        | Vancouver                 | V6B          | Standort |       |     | 2504  |             |
| Direkt Bild zu diesem Denkmal hochladen | Saba Residence                                         | 2870 West 47th Avenue                    | Vancouver                 | V6N          | Standort |       |     | 8783  |             |
| Direkt Bild zu diesem Denkmal hochladen | Safeway Store                                          | 8555 Granville Street                    | Vancouver                 | V6P          | Standort |       |     | 8922  |             |
| Direkt Bild zu diesem Denkmal hochladen | Salvation Army Temple                                  | 301 East Hastings Street                 | Vancouver                 | V6A          | Standort |       |     | 8509  |             |
| Direkt Bild zu diesem Denkmal hochladen | Sam Kee Building                                       | 8 West Pender Street                     | Vancouver                 | V6B          | Standort |       |     | 2814  |             |
| Fotos hochladen                         | Seaforth Armoury                                       | 1650 Burrard Street                      | Vancouver                 |              | Standort | 9494  |     |       |             |
| Direkt Bild zu diesem Denkmal hochladen | Shamrock Hotel                                         | 635 East Hastings Street                 | Vancouver                 | V6A          | Standort |       |     | 8513  |             |
| Direkt Bild zu diesem Denkmal hochladen | Shannon                                                | 7101 Granville Street                    | Vancouver                 |              | Standort |       |     | 10922 |             |
| Direkt Bild zu diesem Denkmal hochladen | Shelly Building                                        | 119 West Pender Street                   | Vancouver                 | V6B          | Standort |       |     | 7748  |             |
| Direkt Bild zu diesem Denkmal hochladen | Skinner Block                                          | 319 West Hastings Street                 | Vancouver                 | V6B          | Standort |       |     | 7948  |             |
| Fotos hochladen                         | Springer and Van Bramer Block                          | 301 West Cordova Street                  | Vancouver                 | V6B          | Standort |       |     | 2519  |             |
| Direkt Bild zu diesem Denkmal hochladen | St. Roch                                               | Vancouver Maritime Museum                | Vancouver                 |              |          | 9159  |     |       | Q3495303    |
| Fotos hochladen                         | Stanley Park National Historic Site of Canada          | Georgia Street                           | Vancouver                 | V6G          | Standort | 12546 |     |       |             |
| Direkt Bild zu diesem Denkmal hochladen | Storey and Campbell Warehouse                          | 518 Beatty Street                        | Vancouver                 | V6B          | Standort |       |     | 7721  |             |
| Direkt Bild zu diesem Denkmal hochladen | Stratford Hotel                                        | 609 Gore Avenue                          | Vancouver                 | V6A          | Standort |       |     | 15827 |             |
| Fotos hochladen                         | Sun Ah Hotel                                           | 100 East Pender Street                   | Vancouver                 | V6A          | Standort |       |     | 7761  |             |
| Fotos hochladen                         | Sun Tower                                              | 100 West Pender Street                   | Vancouver                 | V6B          | Standort |       |     | 5971  |             |
| Fotos hochladen                         | Swift Canadian Packing House and Office Building       | 21 Water Street                          | Vancouver                 | V6B          | Standort |       |     | 2523  |             |
| Fotos hochladen                         | Taylor Building                                        | 310 Water Street                         | Vancouver                 | V6B          | Standort |       |     | 2549  |             |
| Direkt Bild zu diesem Denkmal hochladen | Taylor Manor                                           | 951 Boundary Road                        | Vancouver                 | V5K          | Standort |       |     | 10959 |             |
| Direkt Bild zu diesem Denkmal hochladen | Templeton Building                                     | 9 East Hastings Street                   | Vancouver                 | V6A          | Standort |       |     | 8270  |             |
| Fotos hochladen                         | Templeton Secondary School                             | 727 Templeton Drive                      | Vancouver                 | V5L          | Standort |       |     | 11309 |             |
| Fotos hochladen                         | Terminus Hotel                                         | 28-38 Water Street                       | Vancouver                 | V6B          | Standort |       |     | 1525  |             |
| Fotos hochladen                         | The Barn                                               | 2237 East Pender Street                  | Vancouver                 | V5L          | Standort |       |     | 10960 |             |
| Fotos hochladen                         | The Homer                                              | 337 Smithe Street                        | Vancouver                 | V6B          | Standort |       |     | 11021 |             |
| Fotos hochladen                         | The Shirley Houses                                     | 73-91 East 27th Avenue                   | Vancouver                 | V5V          | Standort |       |     | 11256 |             |
| Fotos hochladen                         | Thompson Rooming House                                 | 110 Water Street                         | Vancouver                 | V6B          | Standort |       |     | 2533  |             |
| Fotos hochladen                         | Tiedemann Block                                        | 440 West Pender Street                   | Vancouver                 | V6B          | Standort |       |     | 7941  |             |
| Fotos hochladen                         | Town and Robinson Block                                | 214 Carrall Street                       | Vancouver                 | V6A          | Standort |       |     | 2513  |             |
| Direkt Bild zu diesem Denkmal hochladen | Trafalgar Elementary School                            | 4170 Trafalgar Street                    | Vancouver                 | V6L          | Standort |       |     | 10627 |             |
| Fotos hochladen                         | Tweedale Block                                         | 341 East Hastings Street                 | Vancouver                 | V6A          | Standort |       |     | 8510  |             |
| Fotos hochladen                         | Twigge Block                                           | 141 Water Street                         | Vancouver                 | V6B          | Standort |       |     | 2536  |             |
| Direkt Bild zu diesem Denkmal hochladen | Union Bank of Canada                                   | 93 West Cordova Street                   | Vancouver                 | V6B          | Standort |       |     | 2518  |             |
| Direkt Bild zu diesem Denkmal hochladen | Unitarian Church of Vancouver                          | 949 West 49th Avenue                     | Vancouver                 | V5Z          | Standort |       |     | 8923  |             |
| Direkt Bild zu diesem Denkmal hochladen | United Rooms                                           | 139 East Cordova Street                  | Vancouver                 | V6A          | Standort |       |     | 7910  |             |
| Fotos hochladen                         | Vancouver Block                                        | 736 Granville Street                     | Vancouver                 | V6B          | Standort |       |     | 10821 |             |
| Direkt Bild zu diesem Denkmal hochladen | Vancouver Board of Parks and Recreation Offices        | 2099 Beach Avenue                        | Vancouver                 | V6G          | Standort |       |     | 8824  |             |
| Fotos hochladen                         | Vancouver Club                                         | 915 West Hastings Street                 | Vancouver                 | V6C          | Standort |       |     | 10864 |             |
| Direkt Bild zu diesem Denkmal hochladen | Vancouver Gas Company Warehouse                        | 135 Keefer Street                        | Vancouver                 | V6A          | Standort |       |     | 2049  |             |
| Direkt Bild zu diesem Denkmal hochladen | Vancouver Labour Temple                                | 411 Dunsmuir Street                      | Vancouver                 | V6B          | Standort |       |     | 10664 |             |
| Fotos hochladen                         | Vancouver Museum and H.R. MacMillan Space Centre       | 1100 Chestnut Street                     | Vancouver                 | V6J          | Standort |       |     | 8920  |             |
| Direkt Bild zu diesem Denkmal hochladen | Vancouver Public Safety Building                       | 312 Main Street                          | Vancouver                 | V6A          | Standort |       |     | 8782  |             |
| Fotos hochladen                         | Vancouver Vocational Institute                         | 250 West Pender Street                   | Vancouver                 | V6B          | Standort |       |     | 8924  |             |
| Fotos hochladen                         | Vancouver’s Chinatown National Historic Site of Canada | Pender Street                            | Vancouver                 |              | Standort | 18742 |     |       |             |
| Direkt Bild zu diesem Denkmal hochladen | Victoria House                                         | 514 Homer Street                         | Vancouver                 | V6B          | Standort |       |     | 15590 |             |
| Fotos hochladen                         | Victory Square Park                                    | 200 West Hastings Street                 | Vancouver                 | V6B          | Standort |       |     | 11191 |             |
| Fotos hochladen                         | Villa del Lupo Restaurant                              | 869 Hamilton Street                      | Vancouver                 | V6B          | Standort |       |     | 11160 |             |
| Fotos hochladen                         | Vogue Theatre National Historic Site of Canada         | 918 Granville Street                     | Vancouver                 | V6Z          | Standort | 5117  |     |       |             |
| Direkt Bild zu diesem Denkmal hochladen | Washington Hotel                                       | 177 East Hastings Street                 | Vancouver                 | V6A          | Standort |       |     | 8289  |             |
| Direkt Bild zu diesem Denkmal hochladen | Westcoast Transmission Building                        | 1333 West Georgia Street                 | Vancouver                 | V6E          | Standort |       |     | 8780  |             |
| Fotos hochladen                         | Western Canada Building                                | 416 West Pender Street                   | Vancouver                 | V6B          | Standort |       |     | 7939  |             |
| Direkt Bild zu diesem Denkmal hochladen | William Dick Building                                  | 379 West Hastings Street                 | Vancouver                 | V6B          | Standort |       |     | 7930  |             |
| Fotos hochladen                         | Wing Sang Building                                     | 51 East Pender Street                    | Vancouver                 | V6A          | Standort |       |     | 7835  |             |
| Direkt Bild zu diesem Denkmal hochladen | Wright Building                                        | 52 East Hastings Street                  | Vancouver                 | V6A          | Standort |       |     | 10700 |             |
| Fotos hochladen                         | Yale Hotel                                             | 1300 Granville Street                    | Vancouver                 | V6B          | Standort |       |     | 10823 |             |
| Fotos hochladen                         | Yue Shan Society Buildings                             | 33 East Pender Street                    | Vancouver                 | V6A          | Standort |       |     | 11192 |             |